# 6735 Madhatter
6735 Madhatter (1992 WM3) là một tiểu hành tinh vành đai chính được phát hiện ngày 23 tháng 11 năm 1992 bởi T. Urata ở Đài thiên văn Nihondaira.